# میشل شاپویی

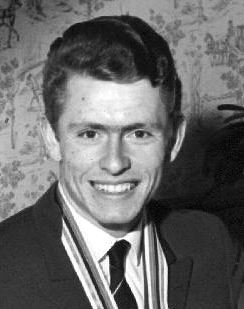
میشل شاپویی - ۱۹۶۴

میشل شاپویی (فرانسوی: Michel Chapuis‎؛ زادهٔ ۱۸ ژوئن ۱۹۴۱) قایقران کانو اهل فرانسه است.